# Lannion
Lannion település Franciaországban, Côtes-d’Armor megyében. Lakosainak száma 20 525 fő (2022. január 1.). Lannion Caouënnec-Lanvézéac, Louannec, Pleumeur-Bodou, Ploubezre, Ploulec’h, Rospez, Saint-Quay-Perros, Tonquédec és Trébeurden községekkel határos.

## Népesség
A település népességének változása:
| Lakosok száma | 12 535 | 16 641 | 16 958 | 19 459 | 19 627 | 19 827 | 19 880 | 20 210 | 20 451 | 20 525 |
|               | 1968   | 1982   | 1990   | 2006   | 2013   | 2015   | 2017   | 2019   | 2020   | 2022   |